# Луковая (приток Салды)
Луковая — река в России, протекает по Свердловской области. Устье реки находится в 16 км по правому берегу реки Салда. Длина реки составляет 17 км. В 11 км от устья по левому берегу впадает река Юрка.

## Данные водного реестра
По данным государственного водного реестра России относится к Иртышскому бассейновому округу, водохозяйственный участок реки — Тагил от города Нижний Тагил и до устья, речной подбассейн реки — Тобол. Речной бассейн реки — Иртыш.
Код объекта в государственном водном реестре — 14010501512111200005569.